# Baśka (szaradziarstwo)
Baśka – rodzaj krzyżówki (diagramowego zadania szaradziarskiego), w której określenia wpisywanych wyrazów są podane w przypadkowej kolejności (jak w jolce), zaś w diagramie zaznaczono kratki, w których występują samogłoski.